# Bàu Hàm 2
Bàu Hàm 2 là một xã thuộc huyện Thống Nhất, tỉnh Đồng Nai, Việt Nam.

## Địa lý
Xã Bàu Hàm 2 nằm ở trung tâm huyện Thống Nhất, có vị trí địa lý:
- Phía đông giáp thành phố Long Khánh
- Phía tây giáp huyện Trảng Bom
- Phía nam giáp thị trấn Dầu Giây và xã Hưng Lộc
- Phía bắc giáp xã Quang Trung và xã Xuân Thiện.

Xã Bàu Hàm 2 có diện tích 30,11 km², dân số năm 2018 là 10.739 người, mật độ dân số đạt 357 người/km².

## Lịch sử
Xã Bàu Hàm 2 được thành lập sau năm 1975 trên cơ sở chia xã Bàu Hàm cũ thành hai xã Bàu Hàm 1 và Bàu Hàm 2.
Năm 2018, xã Bàu Hàm 2 có diện tích 20,19 km², dân số là 23.715 người, mật độ dân số đạt 1.175 người/km².
Ngày 10 tháng 5 năm 2019, Ủy ban Thường vụ Quốc hội ban hành Nghị quyết số 694/NQ-UBTVQH14 (nghị quyết có hiệu lực từ ngày 1 tháng 7 năm 2019). Theo đó:
- Điều chỉnh 4,69 km² diện tích tự nhiên và 13.692 người của xã Bàu Hàm 2 vào xã Xuân Thạnh.
- Điều chỉnh 5,43 km² diện tích tự nhiên và 2.300 người của xã Bàu Hàm 2 vào xã Hưng Lộc.
- Điều chỉnh 14,07 km² diện tích tự nhiên và 42 người của xã Xuân Thạnh vào xã Bàu Hàm 2.
- Điều chỉnh 5,97 km² diện tích tự nhiên và 2.974 người của xã Quang Trung vào xã Bàu Hàm 2.

Sau khi điều chỉnh địa giới hành chính, xã Bàu Hàm 2 có diện tích 30,11 km², dân số là 10.739 người.

## Hành chính
Xã Bàu Hàm 2 được chia thành 3 ấp: Lê Lợi, Ngô Quyền, Nguyễn Thái Học.